# Yauyos
Yauyos es una ciudad peruana capital del distrito y de la provincia homónimos, ubicada en el departamento de Lima, en el Perú. Está situada a 2887 m s. n. m. en la vertiente occidental de la cordillera de los Andes, a orillas del río Yauyos, un afluente del río Cañete.
Para llegar a la ciudad de Yauyos desde Lima hay que tomar la Autopista Panamericana Sur (ruta PE-1S) hasta el km 150, donde está la ciudad de San Vicente de Cañete, tomar un desvío a la izquierda (ruta PE-24) hacia Imperial, para luego llegar a Lunahuana y continuar hasta Yauyos.
La ciudad es cruzada por el río Yauyos.
El clima es seco y templado, pero llueve entre diciembre y marzo. La época ideal para visitar la zona es de mayo a octubre. El viajero debe tener abrigo, ya que por la noche la temperatura baja considerablemente. De día y con sol es posible disfrutar del frescor de las lagunas.

## Toponimia
Existe especulación sobre el origen del nombre del topónimo. Cerrón Palomino en su artículo «Dioses y héroes de Huarochirí» propone un origen aimaraico, donde relaciona el nombre del lugar con yayu, registrada así —con elisión de w (es decir, a partir de yawyu)— en el Vocabulario de Bertonio, palabra que haría alusión a una variedad de paja, o sea al icho. La -s final, dice Cerrón Palomino, proviene de un antiguo sufijo adjetivador -ş (pronunciado como una sibilante alveolar retraída) propio del quechua central. La forma hipotética *Yawyu-ş significaría entonces 'abundoso en paja' .

## Clima
| Parámetros climáticos promedio de Yauyos | Parámetros climáticos promedio de Yauyos | Parámetros climáticos promedio de Yauyos | Parámetros climáticos promedio de Yauyos | Parámetros climáticos promedio de Yauyos | Parámetros climáticos promedio de Yauyos | Parámetros climáticos promedio de Yauyos | Parámetros climáticos promedio de Yauyos | Parámetros climáticos promedio de Yauyos | Parámetros climáticos promedio de Yauyos | Parámetros climáticos promedio de Yauyos | Parámetros climáticos promedio de Yauyos | Parámetros climáticos promedio de Yauyos | Parámetros climáticos promedio de Yauyos |
| Mes                                      | Ene.                                     | Feb.                                     | Mar.                                     | Abr.                                     | May.                                     | Jun.                                     | Jul.                                     | Ago.                                     | Sep.                                     | Oct.                                     | Nov.                                     | Dic.                                     | Anual                                    |
| ---------------------------------------- | ---------------------------------------- | ---------------------------------------- | ---------------------------------------- | ---------------------------------------- | ---------------------------------------- | ---------------------------------------- | ---------------------------------------- | ---------------------------------------- | ---------------------------------------- | ---------------------------------------- | ---------------------------------------- | ---------------------------------------- | ---------------------------------------- |
| Temp. máx. media (°C)                    | 19.1                                     | 19                                       | 19.1                                     | 19.3                                     | 18.8                                     | 18.4                                     | 18.1                                     | 18.7                                     | 18.9                                     | 19.2                                     | 19.6                                     | 19.2                                     | 19                                       |
| Temp. media (°C)                         | 13                                       | 13                                       | 12.9                                     | 12.3                                     | 11.1                                     | 9.9                                      | 9.6                                      | 10.4                                     | 11.2                                     | 11.9                                     | 12.2                                     | 12.3                                     | 11.7                                     |
| Temp. mín. media (°C)                    | 6.9                                      | 7.1                                      | 6.7                                      | 5.4                                      | 3.5                                      | 1.5                                      | 1.1                                      | 2.1                                      | 3.6                                      | 4.7                                      | 4.9                                      | 5.5                                      | 4.4                                      |
| Fuente: climate-data.org                 |                                          |                                          |                                          |                                          |                                          |                                          |                                          |                                          |                                          |                                          |                                          |                                          |                                          |

## Turismo
El geógrafo Daniel López Mazzotti en su libro A mochila en Perú describe como atractivos un molino de piedra actualmente en desuso y una caída de agua a la salida del pueblo. Indica que se puede acceder a un mirador en el cerro atrás de la ciudad desde donde se divisa toda la población. Indica que también en el mismo cerro, en la cumbre llamada "Tres Cruces", están las ruinas de Ñaupihuasi; asimismo en el cerro al frente hay otro complejo arqueológico.
Se puede tomar como base para visitar la Reserva Paisajística Nor Yauyos Cochas.